# Nässelisop
Nässelisop (Agastache urticifolia) är en kransblommig växtart som först beskrevs av George Bentham, och fick sitt nu gällande namn av Carl Ernst Otto Kuntze. Enligt Catalogue of Life ingår Nässelisop i släktet anisisopar och familjen kransblommiga, men enligt Dyntaxa är tillhörigheten istället släktet anisisopar och familjen kransblommiga. Arten har ej påträffats i Sverige.

## Underarter
Arten delas in i följande underarter:
- A. u. glaucifolia
- A. u. urticifolia

## Bildgalleri

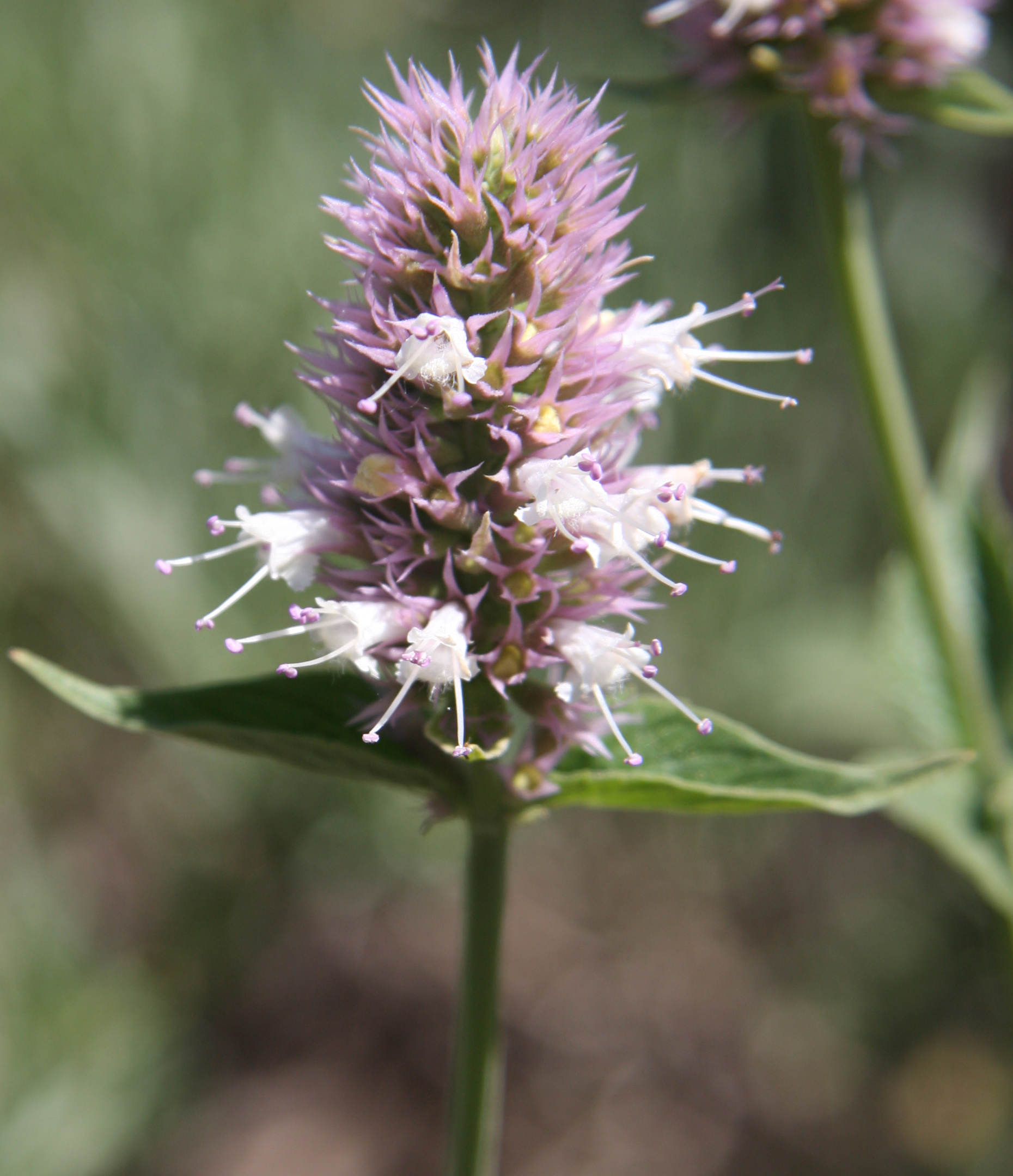